# Gianluigi Ugolini
Gianluigi Ugolini (Roma, 18 de septiembre de 1998) es un deportista italiano que compite en vela en la clase Nacra 17.
Ganó tres medallas en el Campeonato Mundial de Nacra 17 entre los años 2021 y 2024, y cinco medallas en el Campeonato Europeo de Nacra 17 entre los años 2021 y 2025.

## Palmarés internacional
| \| Campeonato Mundial \| Campeonato Mundial \| Campeonato Mundial \| Campeonato Mundial \| \| Año \| Lugar \| Medalla \| Clase \| \| ------------------ \| -------------------------- \| ------------------ \| ------------------ \| \| 2021 \| Al Musanah (Omán) \| Medalla de plata \| Nacra 17 \| \| 2022 \| St. Margarets Bay (Canadá) \| Medalla de plata \| Nacra 17 \| \| 2024 \| La Grande-Motte (Francia) \| Medalla de bronce \| Nacra 17 \| \| Campeonato Europeo \| \| \| \| \| Año \| Lugar \| Medalla \| Clase \| \| 2021 \| Salónica (Grecia) \| Medalla de plata \| Nacra 17 \| \| 2022 \| Aarhus (Dinamarca) \| Medalla de bronce \| Nacra 17 \| \| 2023 \| Vilamoura (Portugal) \| Medalla de bronce \| Nacra 17 \| \| 2024 \| Palermo (Italia) \| Medalla de plata \| Nacra 17 \| \| 2025 \| Salónica (Grecia) \| Medalla de plata \| Nacra 17 \| |                            |                   |          |
| Campeonato Mundial |                            |                   |          |
| Año | Lugar                      | Medalla           | Clase    |
| 2021 | Al Musanah (Omán)          | Medalla de plata  | Nacra 17 |
| 2022 | St. Margarets Bay (Canadá) | Medalla de plata  | Nacra 17 |
| 2024 | La Grande-Motte (Francia)  | Medalla de bronce | Nacra 17 |
| Campeonato Europeo |                            |                   |          |
| Año | Lugar                      | Medalla           | Clase    |
| 2021 | Salónica (Grecia)          | Medalla de plata  | Nacra 17 |
| 2022 | Aarhus (Dinamarca)         | Medalla de bronce | Nacra 17 |
| 2023 | Vilamoura (Portugal)       | Medalla de bronce | Nacra 17 |
| 2024 | Palermo (Italia)           | Medalla de plata  | Nacra 17 |
| 2025 | Salónica (Grecia)          | Medalla de plata  | Nacra 17 |